# گونتر لوتینس
گونتر لوتیِنس (به آلمانی: Günther Lütjens) (۲۵ مه ۱۸۸۹ – ۲۷ مه ۱۹۴۱) نظامی بلندپایه آلمانی بود که در جریان جنگ جهانی اول و جنگ جهانی دوم در نیروی دریایی خدمت کرد و در دوره رایش سوم به درجه دریاسالار ترفیع گرفت.

## زندگی
گونتر لوتینس روز ۲۵ مه سال ۱۸۸۹ در ویسبادن زاده شد. پدرش بازرگان بود. سال ۱۹۰۷ به عنوان افسر دانشجو به نیروی دریایی امپراتوری آلمان پیوست. سال ۱۹۱۰ با رتبه ۲۰ از ۱۶۰ نفر، از دانشکده نیروی دریایی فارغ‌التحصیل شد. خدمت خود را بر عرشه یک نبردناو آغاز کرد. مدتی بعد به ناوگان قایق‌های اژدرانداز منتقل شد و تمامی طول جنگ جهانی اول را با آن بود.
در دوره جمهوری وایمار در نقش‌های آموزشی و ستادی مشغول بود. از سال ۱۹۲۹ تا ۱۹۳۱ ناوگان یکم اژدرانداز را فرماندهی کرد. میان سال‌های ۱۹۳۲ تا ۱۹۳۴ رئیس بخش پرسنل نیروی دریایی بود. سال ۱۹۳۴ به فرماندهی رزم‌ناو کالسروهه منصوب شد. با این شناور نیمه نخست سال ۱۹۳۵ را در آب‌های آمریکای جنوبی گذراند. هنگامی که به آلمان بازگشت رئیس ستاد منطقه دریایی دریای شمال شد. ماه مارس سال ۱۹۳۶ از جانب دریابد اریش ردر، فرمانده کل کریگس‌مارینه به عنوان رئیس دفتر پرسنل نیروی دریایی برگزیده شد. ردر سال ۱۹۳۸ او فرمانده کل نیروهای شناسایی کرد.
با آغاز جنگ جهانی دوم، لوتینس اواخر سال ۱۹۳۹ درگیر عملیات مین‌ریزی در سواحل انگلستان بود. روز ۱ ژانویه سال ۱۹۴۰ به درجه دریابان ترفیع گرفت. روز ۱۸ ژوئن همان سال به فرماندهی کل ناوگان سطحی منصوب شد. لوتینس به دستور ستاد ستاد عالی دریایی روز ۲۰ ژوئن به همراه یک گروه رزمی متشکل از نبردناو گنایزنائو، دو رزم‌ناو و یک ناوشکن از تروندهیم راهی دریا شد. هفت ساعت پس از آغاز حرکت یک اژدر شلیک‌شده از یک زیردریایی بریتانیایی به گنایزنائو اصابت و آسیب جدی به آن وارد کرد. در پی این حادثه گروه رزمی وادار به بازگشت به تروندهیم شد.
لوتینس روز ۱ سپتامبر سال ۱۹۴۰ به درجه دریاسالار نائل آمد. بزرگ‌دریابد ردر بسیار به او اعتماد داشت. لوتینس مسئول بخش دریایی عملیات زی‌لووه برای حمله جزیره بریتانیا بود.
لوتینس سوار بر نبردناو گنایزنائو در همراهی نبردناو شارنهورست، در سومین اقدام در نهایت اوایل سال ۱۹۴۱ موفق شد از دریای شمال خارج و وارد اقیانوس اطلس شود تا خطوط کشتی‌رانی متفقین را مورد حمله قرار دهد. دو کشتی جنگی آلمانی ۱۳ کشتی تجاری و نفت‌کش دشمن را غرق کردند. تا این که با نبردناو بریتانیایی رودنی و شناورهای محافظ آن برخورد نمودند. با پایبندی به فرمان بزرگ‌دریابد ردر در اجتناب از درگیری‌های پرخطر سطحی، از این موقعیت عقب‌نشینی کرد و روز ۲۳ مارس به بندر برست در فرانسه رفت.

#### عملیات بیسمارک
لوتینس به برلین فراخوانده شد و روز ۲۶ آوریل سال ۱۹۴۱ مأموریت بعدی به او ابلاغ گردید. او می‌بایست با رزم‌ناو پرینتس اویگن و نبردناو بیسمارک مجدداً به خطوط کشتی‌رانی دشمن حمله می‌برد. لوتیِنس معتقد بود تفاوت در تاب‌آوری این دو شناور عمل هماهنگ بین آن‌ها را دشوار می‌کند و خواهان این بود که عملیات تا هنگام اتمام تعمیر نبردناو شارنهورست و تکمیل آموزش خدمه نبردناو تیرپیتس به تأخیر بیفتند. این‌ها حدود چهار ماه طول می‌کشیدند. به اعتقاد او عمل این سه نبردناو با یکدیگر شکست آن‌ها برای دشمن بسیار دشوار می‌کرد. به هر صورت ردر موافق این سخنان نبود. او می‌پنداشت نباید به دشمن فرصت استراحت داد. از طرفی چنین کاری گونه‌ای حواس‌پرتی برای بریتانیایی‌ها از مدیترانه بود و فشار آن‌ها بر خط تدارکاتی نیروهای آلمانی و ایتالیایی در شمال آفریقا را کاهش می‌داد. لوتینس به عنوان افسری مطیع ادله ردر را پذیرفت و حتی از روز ۵ مه در دیدار هیتلر از گوتنهافن، از آن‌ها در نزد پیشوا دفاع کرد. به هر حال ردر به او گفت از ریسک‌های نالازم خودداری کند و برای موفق‌های کوچک کشتی‌ها را به خطر نیندازد. هدف اصلی از بین بردن ظرفیت حمل‌ونقل دشمن بود و درگیر شدن با کشتی‌های جنگی آن صرفاً به منظور کمک به این هدف باید انجام می‌گرفت.
ترفیع درجه
- ۳ آوریل ۱۹۰۷: ناو آموز
- ۲۱ آوریل ۱۹۰۸: افسر دانشجو
- ۲۸ سپتامبر ۱۹۱۰: ناوبان دوم
- ۲۷ سپتامبر ۱۹۱۳: ناویان یکم
- ۲۴ مه ۱۹۱۷: ناوسروان
- ۱ آوریل ۱۹۲۶: ناخدا سوم
- ۱ اکتبر ۱۹۳۱: ناخدا دوم
- ۱ ژوئیه ۱۹۳۳: ناخدا یکم
- ۱ اکتبر ۱۹۳۷: دریادار
- ۱ ژانویه ۱۹۴۰: دریابان
- ۱ سپتامبر ۱۹۴۰: دریاسالار

بیسمارک و پرینتس اویگن روز ۱۸ مه سال ۱۹۴۱ بندرگاه را ترک کردند. این دو شناور چهار بعد توسط هواگردهای بریتانیایی شناسایی شدند. نیروی دریایی بریتانیا سعی کرد از خروج آن‌ها از دریای شمال جلوگیری کند. صبح روز ۲۴ مه یک نبرد دریایی بین طرفین در آب‌های بین ایسلند و گروئنلند به وقوع پیوست. بیسمارک با شلیک از فاصله حدود ۱۵ کیلومتری رزم‌ناو نبرد بریتانیایی هود را به همراه بیش از ۱۴۰۰ نفر غرق کرد. بیسمارک چند دقیقه بعد با آتش خود آسیب جدی به نبردناو پرنس آو ولز وارد آورد. شناور بریتانیایی با ایجاد پوشش دود قصد فرار داشت. ناخدا دوم ارنست لیندمان، فرمانده بیسمارک اصرار داشت کشتی دشمن فلج شده است و به راحتی می‌توان کار آن را تمام کرد. با این حال، لوتینس به اسناد فرمان ردر، مخالف این کار بود و تلاش لیندمان برای متقاعد کردن او فایده‌ای حاصل نکرد. بدین شکل از پرنس آو ولز توانست از چنگ ناو گروه آلمانی بگریزد.
شناورهای آلمانی به سمت عمق اقیانوس اطلس رفتند و بریتانیایی‌ها رد آن‌ها را گم کردند. با وجود شکسته شدن سکوت رادیویی و مخابره گزارش به برلین از بیسمارک سبب شد بریتانیایی‌ها مجدداً بتوانند آن را رهگیری کنند. دو روز بعد یک قایق پرنده بیسمارک را مشاهده کرد. موجی از هواگردهای اژدرافکن بریتانیایی به سمت آن گسیل شد. نبردناو آلمانی عصرگاه روز ۲۶ مه مورد حمله هواگردها قرار گرفت. یکی از اژدرهای رها شده به سکان بیسمارک برخورد کرد و امکان چرخش را از آن گرفت. تلاش‌ها برای تعمیر این آسیب نتیجه‌بخش نبود. پریتس اویگن پیش از این از بیسمارک جدا شده بود و نمی‌توانست کمکی بکند. پیش‌بینی لوتینس از تاب آوری کمتر این رزم‌ناو درست از آب درآمد. روز ۲۷ مه نیروی بسیار قدرتمندی از بریتانیایی‌ها به سمت بیسمارک رفت. در نتیجه حملات، نبردناو بیسمارک ساعت ۱۰:۴۰ صبح غرق شد. در این حادثه حدود ۲٬۱۰۰ تن از سرنشینان شناور از جمله دریاسالار گونتر لوتیِنس جان باختند. تنها ۱۱۰ نفر نجات یافتند. بریتانیایی‌ها تلاش چندانی برای نجات آلمانی‌ها نکردند. از این اقدام به گونه جنایت جنگی یاد شده است.